# 記伊孝
記伊 孝（きい たかし）は、日本の漫画家。神奈川県出身。主に講談社の漫画雑誌で活動後、現在はKindleでの個人出版に活動の主体を移している。
代表作に『犯罪交渉人峰岸英太郎』、インディーズから商業出版を果たした『アニウッド大通り』などがある。

## 経歴
1993年、18歳の時に講談社の週刊少年マガジン増刊「マガジンFRESH」にて漫画家デビュー。
1997年、広告学校大賞受賞。
1998年、スタジオジブリが開催した「東小金井村塾」に参加、宮崎駿監督の元で演出を学ぶ。
2001年、「別冊ヤングマガジン」で『犯罪交渉人峰岸英太郎』の連載を開始。
2009年、「別冊少年マガジン」創刊1号から『天使のトビト』の連載を開始。
2012年10月3日、自分の体験などを元にした『アニウッド大通り』第一話（旧）を「pixiv」に初投稿。
2013年2月11日、『アニウッド大通り』第一話の加筆版を「ニコニコ静画（マンガ）」に投稿。同年、Kindle版を発売開始。
2013年9月、「Jコミ（現：マンガ図書館Z）」で『犯罪交渉人・峰岸英太郎』を公開。
2014年、「アニウッド大通り」を書籍化して出版。
2017年よりインクリング・アリス連載開始。

## 作品リスト
- 犯罪交渉人 峰岸英太郎（講談社「別冊ヤングマガジン」2001年第14号 - 2006年第13号、全5巻）
- マテマティシャンズ（講談社「ピテカントロプス [注 1]」、単行本未刊行。各種電子出版で配信）
- 天使のトビト（講談社「別冊少年マガジン」2009年10月号 - 2010年5月号、全1巻）
- アニウッド大通り アニメーション映画監督一家物語
  - Web連載（「pixiv」、「ニコニコ静画」）
  - 単行本（「星海社COMICS」2014年9月 - 、既刊3巻）
  - Kindle版（全13巻）
- 舞浜さんと邪悪な女王（Twitter連載）
- インクリング・アリス（全11巻）
- 巨匠と過ごす夏: 宮崎駿と13人の塾生 前編（Kindle版）
- 大皇ガール

### 挿絵・イラスト
- 定金伸治著『四方世界の王』（表紙イラスト・挿絵、講談社BOX、2009年01月06日〜2011年8月2日、既刊6巻）※2011年8月2日時点
- 前田尋之著『負け組ハード列伝 家庭用ゲーム機編』（表紙イラスト、オークラ出版、2017年1月27日）[8]
- 前田尋之著『負け組ハード列伝 ホビーパソコン編』（表紙イラスト、オークラ出版、2017年1月27日）[8]